# 田澤明子
田澤 明子（たざわ あきこ、1958年〈昭和33年〉6月7日 - ）は、日本のヴァイオリニスト。

## 略歴
東京都出身。4歳だった1963年（昭和48年）から、村山信吉にヴァイオリンを習い始める。1968年（昭和43年）からは江藤俊哉と、その妻である江藤アンジェラに師事。練馬区立豊玉第二小学校の6年生だった1970年（昭和45年）、全日本学生音楽コンクールのヴァイオリン部門で1位となる。
桐朋女子高等学校音楽科に入学し、1975年（昭和50年）には第44回・日本音楽コンクールのヴァイオリンの部で入選。
1977年（昭和52年）、桐朋学園大学音楽学部に入学し、大学在学中の1979年（昭和54年）には第48回・日本音楽コンクールで第2位に入賞。1980年（昭和55年）に独奏者としてデビューし、デュレ弦楽四重奏団を結成して第2ヴァイオリンを担当。1981年（昭和56年）、大学を卒業。1981年（昭和56年）にはタングルウッド音楽祭に招かれてジャクソン・マスター賞を受賞し、霧島国際音楽祭等に参加し賞を受けた他、日本国内においても1982年（昭和57年）にイイノホールで実施したリサイタルをはじめ、数々のホールでリサイタルを開催。1983年（昭和58年）、桐朋学園大学音楽学部研究科を修了。以降、浜離宮朝日ホール、サントリーホール、横浜みなとみらいホールなどでもリサイタルを開催。
チェロ奏者の安田謙一郎と結婚して安田明子の名前で活動し、1987年（昭和62年）に安田謙一郎らと結成した安田弦楽四重奏団では2007年（平成19年）まで第1ヴァイオリンを務める。2009年（平成21年）に離婚し、田澤の名字に戻る。
桐朋学園大学音楽学部附属子供のための音楽教室では、広島教室でのヴァイオリン科の主任を経て、後に鎌倉横浜教室の講師となる。水戸室内管弦楽団でも団友となり、小澤征爾が指揮するサイトウ・キネン・オーケストラの海外公演やレコーディングに参加。ジャンルを超えた活動も実施しており、ギターやベースとのトリオ・グループ「わらび頭」にも参加。趣味は読書。

## 受賞
- 1970年（昭和45年） 第24回・全日本学生音楽コンクール ヴァイオリン部門 小学校の部 第1位[2]
- 1975年（昭和50年） 第44回・日本音楽コンクール ヴァイオリンの部 入選[3]
- 1976年（昭和51年） 第45回・日本音楽コンクール ヴァイオリンの部 入選[3]
- 1979年（昭和54年） 第48回・日本音楽コンクール ヴァイオリンの部 第2位[3]
- 1980年（昭和55年） 民音コンクール室内楽第一部門 第1位、及び齋藤秀雄賞 受賞[1]
- 1981年（昭和56年） ヨアヒム国際音楽コンクール[注釈 2] 第5位[1]
- 1981年（昭和56年） タングルウッド音楽祭 ジャクソン・マスター賞 受賞[1]